# Distintivo automovilístico de identificación internacional

Ejemplo de distintivo ovalado o pegatina de color blanco de Suiza.

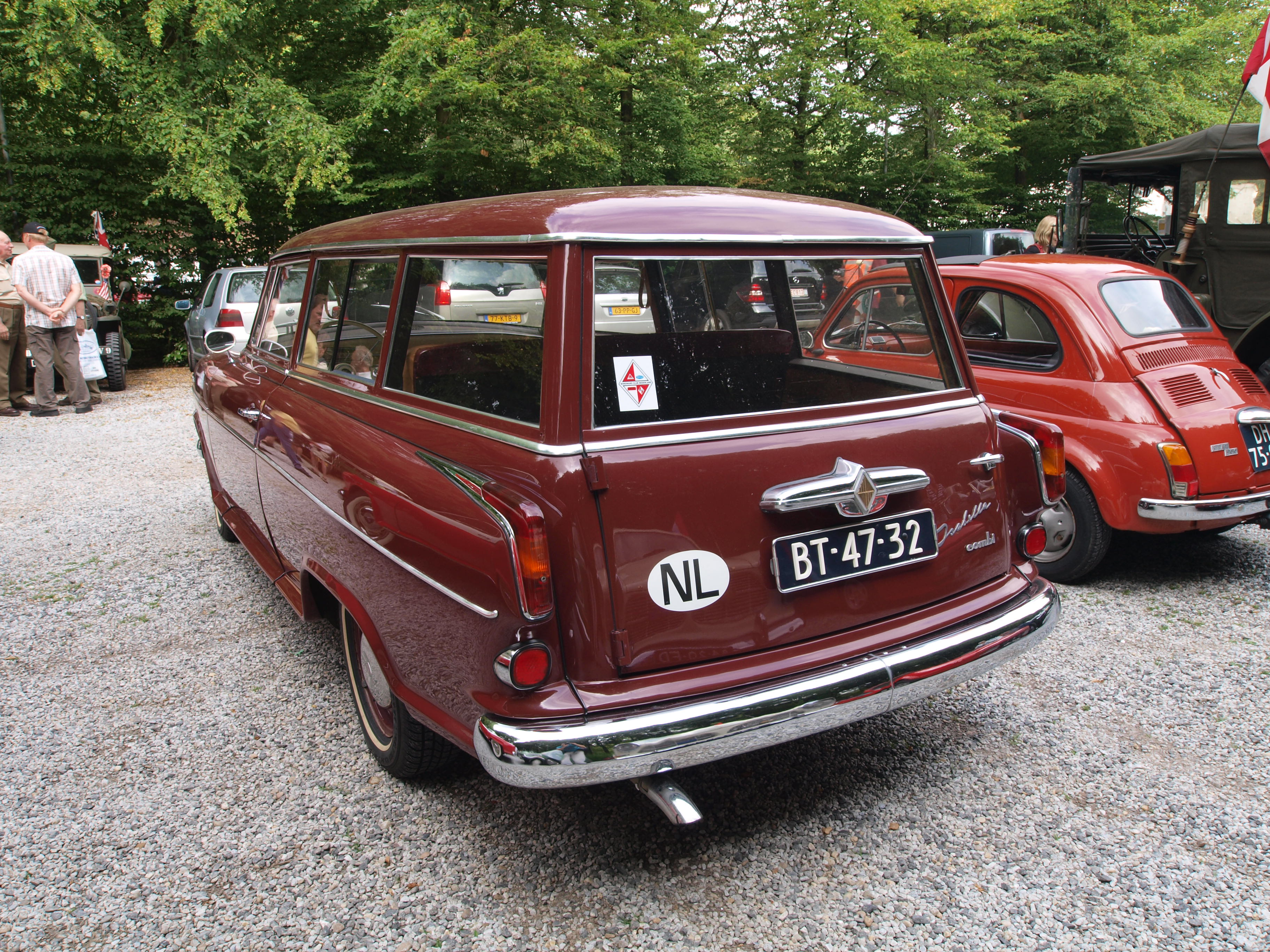
Un Borgward Isabella del 60 con el código internacional NL (Países Bajos).

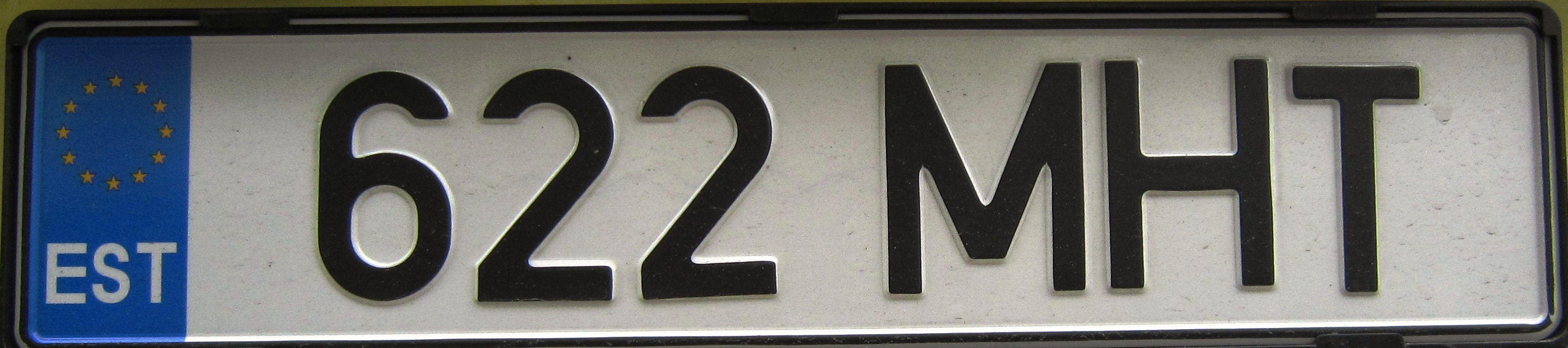
Matrícula estonia con el formato estándar de la UE y el código internacional EST.

El distintivo automovilístico de identificación internacional indica el país en el que está matriculado el vehículo. Este puede estar incluido en la placa de la matrícula o junto a esta en una pegatina o distintivo ovalado. Es suficiente con mostrarla junto a la matrícula posterior, en la parte trasera del vehículo.

## Códigos actuales
| Código             | País                            | Desde                | Código antiguo                                                          | Notas |
| ------------------ | ------------------------------- | -------------------- | ----------------------------------------------------------------------- | --- |
| A                  | Austria                         | 1910                 |                                                                         | |
| AFG                | Afganistán                      | 1971                 |                                                                         | |
| AL                 | Albania                         | 1934                 |                                                                         | |
| AM                 | Armenia                         | 1992                 | SU                                                                      | Anteriormente parte de la Unión Soviética |
| AND                | Andorra                         | 1957                 |                                                                         | |
| ANG                | Angola                          | 1975                 | PANG (1932-1957) P (1957-1975)                                          | Anteriormente parte de Portugal. |
| AUS                | Australia                       | 1954                 |                                                                         | |
| AZ                 | Azerbaiyán                      | 1993                 | SU                                                                      | Anteriormente parte de la Unión Soviética |
| B                  | Bélgica                         | 1910                 |                                                                         | |
| BD                 | Bangladés                       | 1978                 | PAK                                                                     | Anteriormente Pakistán Oriental |
| BDS                | Barbados                        | 1956                 |                                                                         | |
| BF                 | Burkina Faso                    | 1990                 | RHV / HV                                                                | Hasta agosto de 2003, 1984; (République de) Haute Volta en francés (Alto Volta). |
| BG                 | Bulgaria                        | 1910                 |                                                                         | |
| BH                 | Belice                          | 1938                 |                                                                         | Anteriormente Honduras Británica, British Honduras en inglés. Todavía registrado oficialmente como BH en junio de 2024. |
| BIH                | Bosnia y Herzegovina            | 1992                 | SHS (1919-29) Y (1929-53) YU (1953-92)                                  | Bosna i Hercegovina en serbocroata. Antes parte de Yugoslavia. |
| BOL                | Bolivia                         | 1967                 |                                                                         | |
| BR                 | Brasil                          | 1930                 |                                                                         | |
| BRN                | Baréin                          | 1954                 |                                                                         | |
| BRU                | Brunéi                          | 1956                 |                                                                         | |
| BS                 | Bahamas                         | 1950                 |                                                                         | |
| BVI                | Islas Vírgenes Británicas       | 1910                 |                                                                         | British Virgin Islands en inglés. |
| BW                 | Botsuana                        | 2003                 | BP                                                                      | Utilizado oficialmente por Botsuana desde 2003. Anteriormente era RB (Republic of Botswana en inglés) hasta 2004. Antes de ello era el Protectorado de Bechuanalandia. |
| BY                 | Bielorrusia                     | 1992 (2004)          | SU                                                                      | Bielorrusia; anteriormente parte de la Unión Soviética. La ONU fue notificada oficialmente del cambio de SU a BY en 2004. |
| CU[cita requerida] | Cuba                            | 1930[cita requerida] |                                                                         | Algunas indicaciones muestran CU como el código oficial de Cuba. |
| CAM                | Camerún                         | 1952                 | F y WAN                                                                 | Anteriormente un territorio de Francia, más una parte de territorio de Nigeria oriental (WAN, West Africa Nigeria). Utilizan de forma ilegal CMR en sus insignias. |
| CDN                | Canadá                          | 1956                 | CA                                                                      | |
| CGO                | República Democrática del Congo | 1997                 | CB, RCL, CGO, ZR                                                        | Congo Belge (francés), République du Congo (Léopoldville) en francés, Congo (Kinshasa), Zaïre en francés. |
| CH                 | Suiza                           | 1911                 |                                                                         | Confœderatio Helvetica en latín. |
| CI                 | Costa de Marfil                 | 1961                 | F                                                                       | Anteriormente un territorio de Francia. |
| CL                 | Sri Lanka                       | 1961                 |                                                                         | Anteriormente Ceilán. |
| CO                 | Colombia                        | 1952                 |                                                                         | |
| CR                 | Costa Rica                      | 1956                 |                                                                         | |
| CY                 | Chipre                          | 1932                 |                                                                         | |
| CZ                 | República Checa                 | 1993                 | CS                                                                      | Anteriormente Československo (Checoslovaquia). |
| D                  | Alemania                        | 1910                 |                                                                         | Deutschland en alemán; también empleado hasta 1974 por la República Democrática Alemana, que había utilizado DDR hasta la reunificación alemana en 1990. |
| DK                 | Dinamarca                       | 1914                 |                                                                         | |
| DOM                | República Dominicana            | 1952                 |                                                                         | |
| DY                 | Benín                           | 1910                 | Parte del AOF (África Occidental Francesa) en 1960                      | Dahomey (nombre hasta 1975). Utilizan RB de forma no oficial (République Béninoise). |
| DZ                 | Argelia                         | 1962                 | F en 1911                                                               | Djazayer (en árabe argelino); anteriormente parte de Francia. |
| E                  | España                          | 1910                 |                                                                         | |
| EAK                | Kenia                           | 1938                 |                                                                         | East Africa Kenya en inglés. |
| EAT                | Tanzania                        | 1938                 | EAT y EAZ                                                               | East Africa Tanzania en inglés; anteriormente East Africa Tanganyika y East Africa Zanzibar en inglés. |
| EAU                | Uganda                          | 1938                 |                                                                         | East Africa Uganda en inglés. |
| EAZ                | Zanzíbar                        | 1964                 |                                                                         | East Africa Zanzibar en inglés. |
| EC                 | Ecuador                         | 1962                 |                                                                         | |
| EG                 | Egipto                          | 1927-2024            |                                                                         | Cambio de 'ET' a 'EG' ratificado por la ONU en abril de 2024. |
| ER                 | Eritrea                         | 1993                 | AOI                                                                     | Africa Orientale Italiana en italiano. |
| ES                 | El Salvador                     | 1978                 |                                                                         | |
| EST                | Estonia                         | 1993                 | EW (1919-40 y 1991-93) SU (1940-91)                                     | Eesti Vabariik en estonio; Eesti Wabariik, forma antigua. Anteriormente ocupada por la Unión Soviética. |
| ETH                | Etiopía                         | 1964                 |                                                                         | Anteriormente parte del Africa Orientale Italiana en italiano. |
| F                  | Francia                         | 1910                 |                                                                         | |
| FIN                | Finlandia                       | 1993                 | SF                                                                      | Suomi/Finland en finlandés/sueco. |
| FJI                | Fiyi                            | 1971                 |                                                                         | Fiji en inglés. |
| FL                 | Liechtenstein                   | 1923                 |                                                                         | Fürstentum Liechtenstein (en alemán), Principado de Liechtenstein. |
| FO                 | Islas Feroe                     | 1996                 |                                                                         | Føroyar |
| G                  | Gabón                           | 1974                 | ALEF en 1960                                                            | Afrique équatoriale française en francés. Utilizan en sus insignias RG de forma no oficial. |
| GBA                | Alderney                        | 1924                 |                                                                         | Gran Bretaña e Irlanda del Norte (Alderney). |
| GBG                | Guernsey                        | 1924                 |                                                                         | Gran Bretaña e Irlanda del Norte (Guernsey). |
| GBJ                | Jersey                          | 1924                 |                                                                         | Gran Bretaña e Irlanda del Norte (Jersey). |
| GBM                | Isla de Man                     | 1932                 |                                                                         | Gran Bretaña e Irlanda del Norte (Isla de Man). |
| GBZ                | Gibraltar                       | 1924                 |                                                                         | Gran Bretaña e Irlanda del Norte (Gibraltar) (se puso una Z porque la G ya era utilizada para Guernsey). |
| GCA                | Guatemala                       | 1956                 |                                                                         | Guatemala, CentroAmérica / Guatemala, Central America. |
| GE                 | Georgia                         | 1992                 | SU                                                                      | Anteriormente parte de la Unión Soviética. Los distintivos más viejos llevaban "GEO" en vez de "GE". También coincide con los de la antigua Guinea Española, que utiliza de modo ilegal y no oficial el código GE en sus matrículas actuales. |
| GH                 | Ghana                           | 1959                 | WAC en 1957                                                             | West Africa Gold Coast (1957). |
| GR                 | Grecia                          | 1913                 |                                                                         | |
| GUY                | Guyana                          | 1972                 | BRG                                                                     | Anteriormente Guayana Británica; British Guiana en inglés (1966) |
| H                  | Hungría                         | 1910                 |                                                                         | |
| HK                 | Hong Kong                       | 1961                 |                                                                         | Hong Kong sigue figurando en la lista de las Naciones Unidas. Se reincorporó a la República Popular China en 1997 con una fuerte autonomía. |
| HKJ                | Jordania                        | 1966                 | JOR                                                                     | Hashemite Kingdom of Jordan en inglés. |
| HN                 | Honduras                        | ?                    |                                                                         | No oficial. No se ha encontrado otro. |
| HR                 | Croacia                         | 1992                 | SHS (1919-29) Y (1929-53) YU (1953-92)                                  | Hrvatska en croata. Anteriormente parte de Yugoslavia. Inmediatamente después de que Croacia se independizase en 1991, se empezaron a fabricar distintivos ovalados de "CRO". A pesar de la anticipación inicial con dicho código de vehículo de Croacia, se optó por elegir "HR" (Hrvatska). SHS se utilizaba para el Reino de los Serbios, Croatas y Eslovenos (Kraljevina Srba, Hrvata i Slovenaca). |
| I                  | Italia                          | 1919                 |                                                                         | |
| IL                 | Israel                          | 1952                 |                                                                         | "Israel" también aparece en el distintivo en hebreo (ישראל) y árabe (إسرائيل). |
| IND                | India                           | 1947                 |                                                                         | |
| IR                 | Irán                            | 1936                 |                                                                         | |
| IRL                | Irlanda                         | 1962                 | GB en 1910 SE en 1924 EIR en 1938                                       | Anteriormente parte del Reino Unido, luego Estado Libre Irlandés (Saorstátt Éireann), Éire. Hay una campaña de activistas del irlandés que quieren el distintivo en el idioma del país, con el código EIR o ÉIR. Aun así, el estatuto n.º 269 de 1961 dice que no es necesario. |
| IRQ                | Irak                            | 1930                 |                                                                         | |
| IS                 | Islandia                        | 1936                 |                                                                         | Ísland en islandés. |
| J                  | Japón                           | 1964                 |                                                                         | |
| JA                 | Jamaica                         | 1932                 |                                                                         | |
| KH                 | Camboya                         | 2008                 | F en 1949. KHM en 1956. K antes de 2009                                 | Conocido como Kampuchea de 1976 a 1989. Anteriormente fue territorio de Francia. 1956 (KHM). Cambio ratificado de 'K' anteriormente (KHM) a 'KH' en 2009 por las Naciones Unidas. |
| KG                 | Kirguistán                      | 1992                 | KS hasta marzo de 2016                                                  | Anteriormente parte de la Unión Soviética. Cambio de KS a KG ratificado por las Naciones Unidas en 2016. |
| KSA                | Arabia Saudita                  | 1973 (?)             | SA                                                                      | Kingdom of Saudi Arabia en inglés; Reino de Arabia Saudí. |
| KWT                | Kuwait                          | 1954                 |                                                                         | |
| KZ                 | Kazajistán                      | 1992                 | SU (1991)                                                               | Anteriormente parte de la Unión Soviética. |
| L                  | Luxemburgo                      | 1911                 |                                                                         | |
| LAO                | Laos                            | 1959                 | F (1949)                                                                | Anteriormente territorio de Francia (Indochina Francesa). |
| LAR                | Libia                           | 1972                 | I (1949) LT                                                             | Anteriormente territorio de Italia. República Árabe de Libia (Libyan Arab Republic en inglés). |
| LB                 | Liberia                         | 1967                 |                                                                         | |
| LS                 | Lesoto                          | 1967                 | BL                                                                      | Basutoland en inglés (1966). |
| LT                 | Lituania                        | 1992                 | SU de 1940 a 1991                                                       | Anteriormente ocupado por la Unión Soviética. |
| LV                 | Letonia                         | 1992                 | LR (1927-40) SU (1940-91)                                               | Latvijas Republika en letón. Anteriormente ocupado por la Unión Soviética. |
| M                  | Malta                           | 1966                 | GBY (1924-66)                                                           | Anteriormente territorio del Reino Unido (GB). |
| MA                 | Marruecos                       | 1924                 |                                                                         | Maroc en francés. |
| MAL                | Malasia                         | 1967                 | PRK (1957) FM (1954-57) PTM (1957-67)                                   | Anteriormente Perak, cambió a Estados Confederados Malayos y finalmente a Persekutuan Tanah Melayu (Federación Malaya en malayo). |
| MC                 | Mónaco                          | 1910                 |                                                                         | |
| MD                 | Moldavia                        | 1992                 | SU (1991)                                                               | Anteriormente parte de la Unión Soviética. |
| MEX                | México                          | 1952                 |                                                                         | |
| MNE                | Montenegro                      | 2006                 | MN (1913-19) SHS (1919-29) Y (1929-53) YU (1953-2003) SCG (2003-06)     | Nación independiente hasta 1918. Después, parte del Reino de los Serbios, Croatas y Eslovenos (Kraljevina Srba, Hrvata i Slovenaca en serbocroata), después de Yugoslavia y Serbia y Montenegro (Srbija i Crna Gora en serbio). La independencia se recuperó en 2006. |
| MGL                | Mongolia                        | 2002                 | MGN en las antiguas matrículas.                                         | |
| MOC                | Mozambique                      | 1975                 | MOC (1932-56) P (1957-75)                                               | Anteriormente parte de Portugal. Moçambique en portugués. |
| MS                 | Mauricio                        | 1938                 |                                                                         | |
| MW                 | Malaui                          | 1965                 | EA (1932-38) NP (1938-70) Opción RNY (1960-65)                          | Anteriormente Protectorado de Nyasaland. |
| MYA                | Birmania (Mynamar)              | 2019                 | BA, BUR                                                                 | También conocido como Myanmar. Cambio ratificado por las Naciones Unidas en 2019. |
| N                  | Noruega                         | 1922                 |                                                                         | |
| NAM                | Namibia                         | 1990                 | SWA                                                                     | Anteriormente África del Sudoeste (South West Africa). |
| NAU                | Nauru                           | 1968                 |                                                                         | |
| NEP                | Nepal                           | 1970                 |                                                                         | |
| NIC                | Nicaragua                       | 1952                 |                                                                         | |
| NL                 | Países Bajos                    | 1910                 |                                                                         | |
| NMK                | Macedonia del Norte             | 2019                 | SB (1919) SHS (1919-29) Y (1929-53) YU (1953-92) MK (1992-2019)         | Anteriormente parte de Yugoslavia y antes de Serbia. |
| NZ                 | Nueva Zelanda                   | 1958                 |                                                                         | |
| P                  | Portugal                        | 1910                 |                                                                         | También usado de manera ilegal y no oficial en las matrículas palestinas distribuidas por la Autoridad Palestina. |
| PA                 | Panamá                          | 1952                 |                                                                         | |
| PE                 | Perú                            | 1937                 |                                                                         | |
| PK                 | Pakistán                        | 1947                 |                                                                         | |
| PL                 | Polonia                         | 1921                 |                                                                         | |
| PNG                | Papúa Nueva Guinea              | 1978                 |                                                                         | |
| PY                 | Paraguay                        | 1952                 |                                                                         | |
| Q                  | Catar                           | 1972                 |                                                                         | |
| RA                 | Argentina                       | 1927                 |                                                                         | República Argentina. |
| RC                 | República de China              | 1932                 |                                                                         | |
| RCA                | República Centroafricana        | 1962                 |                                                                         | République centrafricaine en francés. |
| RCB                | República del Congo             | 1962                 |                                                                         | République du Congo Brazzaville en francés. |
| RCH                | Chile                           | 1930                 |                                                                         | República de Chile. |
| RG                 | Guinea                          | 1972                 |                                                                         | République de Guinée en francés. |
| RH                 | Haití                           | 1952                 |                                                                         | République d'Haïti en francés. |
| RI                 | Indonesia                       | 1955                 |                                                                         | Republik Indonesia en indonesio. |
| RIM                | Mauritania                      | 1964                 |                                                                         | République islamique de Mauritanie en francés. |
| RKS                | Kosovo                          | 2010                 |                                                                         | República de Kosovo. |
| RL                 | Líbano                          | 1952                 |                                                                         | République libanaise en francés. |
| RM                 | Madagascar                      | 1962                 |                                                                         | République de Madagascar en francés. |
| RMM                | Mali                            | 1962                 | AOF (1960)                                                              | République du Mali en francés. Anteriormente parte del África Occidental Francesa (Afrique occidentale française). |
| RN                 | Níger                           | 1977 (?)             | AOF (1960)                                                              | République du Niger (en francés). Anteriormente parte del África Occidental Francesa (Afrique occidentale française). Todavía registrado oficialmente como NIG en la lista de las Naciones Unidas en junio de 2024. |
| RO                 | Rumania                         | 1981                 | R (1981)                                                                | |
| ROK                | Corea del Sur                   | 1971                 |                                                                         | |
| RP                 | Filipinas                       | 1975 (?)             |                                                                         | Republika ng Pilipinas en tagalog. Todavía registrado oficialmente como PI en la lista de las Naciones Unidas en junio de 2024. |
| RSM                | San Marino                      | 1932                 |                                                                         | Repubblica di San Marino en italiano. |
| RU                 | Burundi                         | 1962?                |                                                                         | Territorio belga de Ruanda-Urundi. Utilizan el código BU no oficial. |
| RUS                | Rusia                           | 1992                 | SU                                                                      | Anteriormente parte de la Unión Soviética. |
| RWA                | Ruanda                          | 1964                 | RU (1962)                                                               | Anteriormente parte de Ruanda-Urundi (1962). |
| S                  | Suecia                          | 1911                 |                                                                         | |
| SD                 | Suazilandia                     | 1935                 |                                                                         | |
| SGP                | Singapur                        | 1952                 |                                                                         | |
| SK                 | Eslovaquia                      | 1993                 | CS (1919-39 y 1945-92) SQ (1939-45)                                     | Anteriormente Československo (Checoslovaquia). |
| SLO                | Eslovenia                       | 1992                 | SHS (1919-29) Y (1929-53) YU (1953-92)                                  | Anteriormente parte del Reino de los Serbios, Croatas y Eslovenos, después parte de Yugoslavia. |
| SME                | Surinam                         | 1936                 |                                                                         | Ahora aparece «SUR» en los permisos de conducción actuales. |
| SN                 | Senegal                         | 1962                 |                                                                         | |
| SO                 | Somalia                         | 1974                 |                                                                         | |
| SRB                | Serbia                          | 2006                 | SB antes de 1919 SHS (1919-29) Y (1929-53) YU (1953-2003) SCG (2003-06) | Anteriormente parte del Reino de los Serbios, Croatas y Eslovenos (Kraljevina Srba, Hrvata i Slovenaca en serbocroata). Después, parte de Yugoslavia. Por último, parte de Serbia y Montenegro (Srbija i Crna Gora en serbio). |
| SUD                | Sudán                           | 1963                 |                                                                         | |
| SY                 | Seychelles                      | 1938                 |                                                                         | |
| SYR                | Siria                           | 1952                 |                                                                         | |
| T                  | Tailandia                       | 1955                 |                                                                         | |
| TCH, TD            | Chad                            | 1973                 |                                                                         | Tchad en francés. |
| TG                 | Togo                            | 1973                 |                                                                         | |
| TJ                 | Tayikistán                      | 1992                 | SU – 1991                                                               | Anteriormente parte de la Unión Soviética. |
| TM                 | Turkmenistán                    | 1992                 | SU − 1991                                                               | Anteriormente parte de la Unión Soviética. |
| TN                 | Túnez                           | 1957                 | F − 1956                                                                | Anteriormente un territorio de Francia. |
| TR                 | Turquía                         | 1923                 |                                                                         | |
| TT                 | Trinidad y Tobago               | 1964                 |                                                                         | |
| UA                 | Ucrania                         | 1992                 | SU                                                                      | Anteriormente parte de la Unión Soviética. |
| UAE                | EAU                             | 1971                 |                                                                         | United Arab Emirates en inglés. |
| UK                 | Reino Unido                     | 2021                 | GB (1910-2021)                                                          | United Kingdom en inglés. |
| USA                | Estados Unidos                  | 1952                 |                                                                         | Coincide con el código ISO 3166-1 alpha-3 utilizado en las placas de matrícula para las fuerzas estadounidenses en Alemania desde 1962 hasta 2020; ahora se emplea "US" por las fuerzas estadounidenses en Alemania desde 2020. "U" se usa actualmente en las placas de matrícula para las fuerzas estadounidenses en Portugal (Lajes, Azores).                                                         |
| UY                 | Uruguay                         | 2012                 | ROU                                                                     | |
| UZ                 | Uzbekistán                      | 1992                 | SU                                                                      | Anteriormente parte de la Unión Soviética. |
| V                  | Ciudad del Vaticano             | 1931                 | SCV                                                                     | Stato della Città del Vaticano en italiano. También se usa como identificador en la propia placa de matrícula. |
| VN                 | Vietnam                         | 1953                 |                                                                         | |
| WAG                | Gambia                          | 1932                 |                                                                         | West Africa Gambia en inglés. |
| WAL                | Sierra Leona                    | 1937                 |                                                                         | West Africa Sierra Leone en inglés; en las matrículas locales se usa SLE. |
| WAN                | Nigeria                         | 1937                 |                                                                         | West Africa Nigeria en inglés. |
| WD                 | Dominica                        | 1954                 |                                                                         | Windward Islands Dominica en inglés. |
| WG                 | Granada                         | 1932                 |                                                                         | Windward Islands Grenada en inglés. |
| WL                 | Santa Lucía                     | 1932                 |                                                                         | Windward Islands Saint Lucia en inglés. |
| WS                 | Samoa                           | 1962                 |                                                                         | Anteriormente Samoa Occidental, Western Samoa en inglés. |
| WV                 | San Vicente y las Granadinas    | 1932                 |                                                                         | Windward Islands Saint Vincent en inglés. |
| YAR                | Yemen                           | 1960                 |                                                                         | Yemen del Norte, anteriormente llamado República Árabe de Yemen (Yemen Arab Republic). |
| YV                 | Venezuela                       | 1955                 |                                                                         | |
| Z                  | Zambia                          | 1964 (?)             | RNR                                                                     | Preparado para la independencia como República de Rodesia del Norte (Republic of North Rhodesia). Todavía registrado oficialmente como RNR en la lista de las Naciones Unidas en junio de 2024. |
| ZA                 | Sudáfrica                       | 1936                 |                                                                         | Zuid-Afrika en neerlandés; en afrikáans es Suid-Afrika). |
| ZW                 | Zimbabue                        | 1980                 | SR, RSR                                                                 | Anteriormente Rodesia del Sur (South Rhodesia) hasta 1965. Rodesia no fue reconocida hasta 1980. |

## Notas

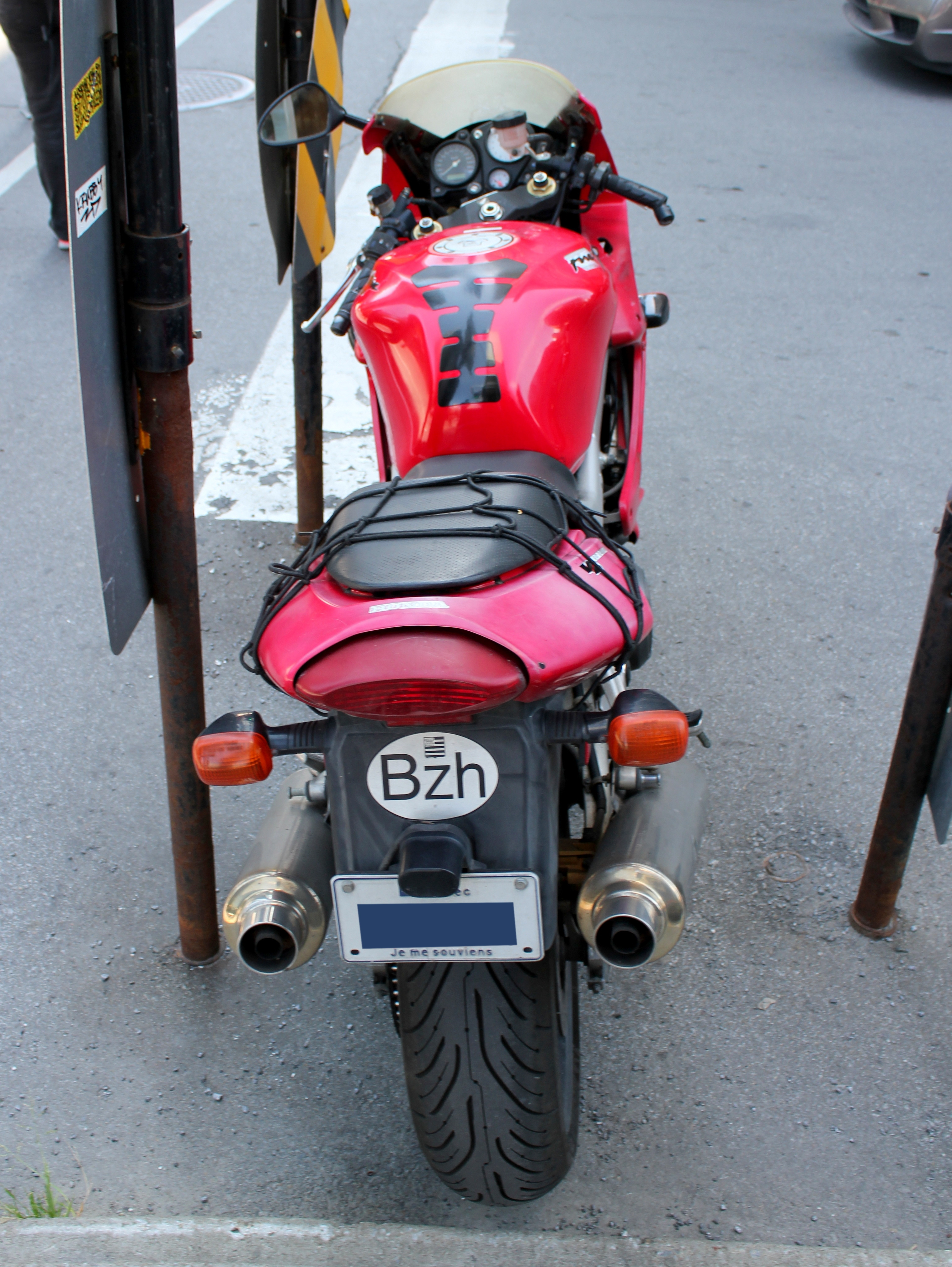
El código no oficial para Bretaña (Francia), Bzh

## Códigos en desuso
| Código | País                                       | Utilizado hasta | Sustituido por                                                 | Notas                                                                                           |
| ------ | ------------------------------------------ | --------------- | -------------------------------------------------------------- | ----------------------------------------------------------------------------------------------- |
| ADN    | Adén, Yemen del Sur                        | 1980            | Y                                                              | Desde 1938 se llamó Yemen del Sur, República Democrática de Yemen (1967).                       |
| BA     | Birmania                                   | 1956            | BUR                                                            | De 1937.                                                                                        |
| BUR    | Birmania (Myanmar)                         | 2019            | MYA                                                            | Notificado a la ONU en 1985 y ratificado en 2019.                                               |
| BP     | Bechuanalandia                             | 1966            |                                                                | Bechuanaland Protectorate, ahora Botsuana.                                                      |
| CA     | Canadá                                     | 1956            | CDN                                                            |                                                                                                 |
| CS     | Checoslovaquia                             | 1992            | CZ / SK                                                        | Dividido en República Checa y Eslovaquia.                                                       |
| DA     | Ciudad Libre de Danzig                     | 1939            | D (de 1939 a 1945) PL (desde 1945)                             | Danzig en alemán; Gdańsk en polaco.                                                             |
| DDR    | República Democrática Alemana              | 1990            | D                                                              | Desde 1974 (se usaba DDR hasta 1974), Deutsche Demokratische Republik.                          |
| ET     | Egipto                                     | 2024            | EG                                                             | Egypt en inglés). Cambio ratificado por las Naciones Unidas en 2024.                            |
| EW     | Estonia                                    | 1993            | EST                                                            | Eesti Wabariik en estonio, ortografía antigua.                                                  |
| FR     | Islas Feroe                                | 1996            | FO                                                             | Føroyar en feroés.                                                                              |
| GB     | Reino Unido                                | 2021            | UK                                                             | Reino Unido de Gran Bretaña e Irlanda del Norte.                                                |
| GBY    | Malta                                      | 1966            | M                                                              | Se modificó tras independizarse del Reino Unido.                                                |
| GRO    | Groenlandia                                | 1910            | KN                                                             | Grønland en danés / Kalaallit Nunaat en groenlandés. No es oficial. El código oficial es DK.    |
| K      | Camboya.                                   | 2009            | KH                                                             | Cambio ratificado por las Naciones Unidas en 2009.                                              |
| KS     | Kirguistán                                 | De 1991 a 2016  | KG                                                             |                                                                                                 |
| HV     | Alto Volta, ahora Burkina Faso.            | 1984            | BF                                                             | Haute Volta (en francés)                                                                        |
| LR     | Letonia                                    | De 1927 a 1940  | SU, LV                                                         | Latvijas Republika en letón.                                                                    |
| NA     | Antillas Neerlandesas                      | De 1957 a 2010  |                                                                | Entidad del Reino de los Países Bajos disuelta en 2010.                                         |
| NIG    | Niger                                      | ?               | RN                                                             | Todavía figura como NIG en la lista de la ONU.                                                  |
| R      | Rumanía                                    | 1981            | RO                                                             |                                                                                                 |
| RB     | Botsuana                                   | 1966            | BP                                                             | República de Botsuana. Anteriormente Protectorado de Bechuanalandia.                            |
| RNR    | Zambia                                     | ?               | Z? ZM?                                                         | Anteriormente Rodesia, aunque todavía figura como RNR en la lista de la ONU (mayo de 2024).     |
| RNY    | Rodesia-Nyasaland Fed                      | De 1953 a 1963  | NP, NR, SR                                                     | Ahora Malaui, Zambia y Zimbabue.                                                                |
| ROU    | Uruguay                                    | De 1979 a 2012  | UY                                                             | República Oriental del Uruguay en español.                                                      |
| RSR    | Rodesia del Sur, República de Rodesia      | De 1965 a 1979  | SR                                                             | Ahora Zimbabue.                                                                                 |
| RT     | Togo                                       | 1973            | TG                                                             | République togolaise en francés. Anteriormente Togolandia francesa (1960)                       |
| SA     | Sarre (Liga de Naciones)                   | De 1926 a 1935  | D                                                              | En 1935 el Sarre se reintegra en Alemania.                                                      |
| SA     | Protectorado del Sarre                     | De 1947 a 1956  | D                                                              | El Sarre se integra de nuevo en Alemania (Saarland en alemán).                                  |
| SA     | Arabia Saudí                               | ?               | KSA                                                            |                                                                                                 |
| SB     | Reino de Serbia                            | 1919            | SHS                                                            | Serbia formó parte del Reino de los Serbios, Croatas y Eslovenos.                               |
| SCG    | Serbia y Montenegro                        | 2006            | MNE, SRB                                                       | Del nombre serbio Srbija i Crna Gora. Ahora Serbia y Montenegro.                                |
| SF     | Finlandia                                  | 1993            | FIN                                                            | SF de "Suomi y Finland" (los nombres del país en sus lenguas oficiales, finlandés y sueco)      |
| SHS    | Reino de los Serbios, Croatas y Eslovenos  | 1929            | Y                                                              | Kraljevina Srba, Hrvata i Slovenaca en serbocroata. El reino cambió su nombre a Yugoslavia.     |
| SU     | Unión de Repúblicas Socialistas Soviéticas | 1991            | EST, LT, LV, POR, MD, UA, TJ, TM, GE, KZ, UZ, KS, AZ, SOY, RUS |                                                                                                 |
| SWA    | África del Sudoeste                        | 1990            |                                                                | Ahora Namibia.                                                                                  |
| TS     | Territorio libre de Trieste                | De 1947 a 1954  |                                                                | Ahora integrado en Italia.                                                                      |
| Y      | Yugoslavia                                 | 1953            | YU                                                             | La Y pasó a ser utilizada por Yemen.                                                            |
| YU     | Yugoslavia                                 | 2003            | BIH, HR, MK, MNE, RKS, SRB, SLO                                | Ahora Bosnia-Herzegovina, Croacia, Macedonia del Norte, Montenegro, Kósovo, Serbia y Eslovenia. |
| ZRE    | Zaire                                      | De 1971 a 1997  | CGO                                                            | Ahora República Democrática del Congo.                                                          |